# Азар, Бретт
Бретт Азар (род. 11 февраля 1987, Бостон) — американский актёр кино и телевидения, бодибилдер, модель и личный тренер .

## Биография

### Ранние годы
Азар родился в Бостоне, штат Массачусетс. В старшей школе он был членом футбольной команды. Силовыми тренировками начал заниматься на первом курсе университета, затем увлекся и бодибилдингом. Изучал физическое воспитание в Университете Род-Айленда.

### Карьера
Вес Азара составляет около 110 килограммов. Дебютировал в профессиональных соревнованиях по бодибилдингу в 2008 году, во время Гран-при Коннектикута . В тяжелом весе занял второе место на подиуме. В 2010 году на Jay Cutler Classic выиграл категорию новичков в тяжелом весе и занял второе место в категории супертяжеловесов. В том же году занял первое место среди супертяжеловесов на турнире Steve Stone Metropolitan. В 2012 году в этой же категории завоевал серебряную медаль на чемпионате Восточного побережья NPC.
Весной 2012 года Азар дебютировал в качестве актёра в эпизоде Publicity музыкального сериала NBC Smash. На съемках почти голую сопровождала Ум Турман . Его физические пропорции затем были использованы в короткометражном фильме «Сказка о Тимми двух подбородках» (2013), в котором Азар сыграл мускулистого мужчину с постера, кумира главного героя. В другом короткометражном фильме «Комната выхода» режиссёра Тодда Уайзмана он снялся в роли тюремного охранника. В этом году он также появился в популярных телесериалах « Единственная жизнь» в роли Рокко и «Норвежка Лилихаммер» в роли Винни. В 17-минутной комедии «Верь мне, я спасатель» (2014) он сыграл популярного спасателя Стратоса. Получил признание за роль второго плана Джино, мощно сложенного гвидо, в фильме ужасов «Резня на берегу Джерси» (2014) .
В сентябре 2014 года исполнил роль фитнес-тренера-гомосексуалиста Свена Тандера в клипе на песню «Sweat» американской дэнс-поп- группы Xelle.
Был дублером Арнольда Шварценеггера в фильмах «Терминатор: Генезис» (2015) и «Терминатор: Тёмные судьбы» (2019).
18 сентября 2013 года появился на бродвейской сцене в спектакле Анна Николь .
Рекламировал пищевые добавки Scivation . Связан с агентствами — Silver Model Management и Chelsea Talent. Владелец тренажерного зала ZAR-FIT, работает персональным тренером и специалистом по питанию и добавкам. Проживет в Рэуэе, Нью-Джерси .

## Достижения в бодибилдинге
- 2007: INBF Northeast Classic/WNBF Pro American, категория юниоров — 4 место
- 2007: INBF Northeast Classic / WNBF Pro American, категория легко-тяжелая — 5 место
- 2008: Гран-при Коннектикута, тяжелая категория — 2 место
- 2008: Чемпионат Новой Англии, тяжелая категория — участие
- 2009: Стив Стоун, штат Нью-Йорк, Метрополитен, категория новичков, тяжеловес — 4 место
- 2009: Steve Stone NY Metropolitan, тяжелая категория — 5 место
- 2009: Чемпионат Атлантических штатов, категория новичков, супертяжелый вес — 5 место
- 2009: Чемпионат Атлантических штатов, тяжелая категория — участие
- 2010: Стив Стоун Метрополитен, новичок, тяжеловес — 3 место
- 2010: Стив Стоун Метрополитен, супертяжёлый вес — 1 место
- 2010: Джей Катлер Классик, категория новичков, супертяжелый вес — 1 место
- 2010: Джей Катлер Классик, супертяжёлый вес — 2 место
- 2010: Джей Катлер Классик, категория новичков — 1 место
- 2011: Стив Стоун Метрополитен, открытая супертяжёлая категория — 3 место
- 2011: Джей Катлер Классик, тяжелая категория — 5 место
- 2011: NJ Suburban Championships, федерация NPC, тяжелая категория — 1 место
- 2012: Чемпионат Восточного побережья, федерация NPC, супертяжелая категория — 2 место
- 2013: Europa Battle of Champions, федерация NPC, категория мужское телосложение, класс B — участие
- 2018: Team Universe Championships, федерация NPC, классическая категория D — 7 место[10]

## Избранная фильмография

### Художественные фильмы
- 2013 : Комната выхода в роли рейнджера
- 2013: Сказка о Тимми Два Чинса в роли бодибилдере
- 2014 : Подделка в роли голландца
- 2014: Доверься мне, я спасатель в роли Стратоса
- 2014: Лето на Статен-Айленде в роли крутого парня
- 2014: Резня на берегу Джерси в роли Джино
- 2015 : Терминатор: Генезис в роли молодого хранителя (Папса) / Т-800
- 2016 : Полтора шпиона в роли агента Уолли
- 2018 : Black Wake — сержант Родригес
- 2018: Остров Блок в роли Честера
- 2018: Тан Рен Цзе Тан Ан 2 в роли Дикого Быка Билли
- 2019 : Терминатор: Тёмные судьбы в роли молодого Т-800
- 2019: Девушка-боксер в роли Эндри
- 2019: Ночные поты в роли мотоциклиста
- 2020 : Агент Тоби Баркс в роли Горация Ужасного

### телевизионный сериал
- 2012: Смэш в роли мускулистый мужчина
- 2013: Лилихаммер в роли Винни
- 2013: Одна жизнь, чтобы жить в роли Рокко
- 2018: Чёрный список в роли вооруженного охранника
- 2018: Тик в роли могучего моряка
- 2018: #WarGames в роли охранника
- 2019: Джон Глейзер любит снаряжение в роли Хью Г. Бифсона

### Видеоклипы
- 2014 : Xelle − «Sweat» в роли Свена Грома